# Puterea dublă
Puterea dublă” (în rusă  Двоевластие Dvoevlastie) a fost un termen folosit pentru prima oară de liderul communist bolșevic Vladimir Ilici Lenin (1870–1924) în articolul din ziarul Pravda cu acest titlu,  în care a descris situația creată de Revoluția din Februarie, prima dinmtre cele două revoluții ruse din 1917. Două puteri au coexistat și au intrat în competiție pentru ligitimitate: sovietele, în principal  Sovietul din Petrograd, și Guvernul provizoriu al social democraților, care se dorea continuatorul oficial al vechiului aparat birocratic.  
Lenin a afirmat că această situație profund instabilă a constituit o șansă unică a sovietelor și bolșevicilor pentru cucerirea puterii prin  zdrobirea subredului guvernul provizoriu și constituirea sovietelor ca bază a unei noi forme de puteri în stat. 
Această noțiune avea să fie baza pentru stategiile următoarelor revoluții conduse de comuniști în alte țări ale lumii, inclusiv în revoluția din China din 1949 condusă de Mao Zedong (1893–1976) la încheierea războiului civil (1927–1931 și 1946–1949), precum și în Europa Răsăriteană după al Doilea Război Mondial (1939–1945).

## Cadru istoric
După ce împăratul Nicolae al II-lea a abdicat de la tron, revoluția care a urmat acestui eveniment a dus la constituirea unui guvern provizoriu și a organizației sale concurent, Sovietul din Petrograd. Guvernul provizoriu era compus din foști reprezentanți ai Dumei de Stat, guvernul bucurându-se de aprobarea inițială a Sovietului din Petrograd, în vreme ce acesta din urmă era format din lideri socialiști aleși de către oraganizațiile proletare.
În condițiile în care Rusia încerca să facă tranziția de la absolutism la un sistem al „puterii duble”, în care guvernul provizoriu și sovietetul din Petrograd erau în competiție constantă pentru putere, nu era deloc clar cum cele două forme puteau coexista și guverna în mod eficient. 
În această situație confuză, miniștrii guvernului provizoriu și-au dat seama că sovietele se bucurau de încrederea maselor largi. Pentru ca să reducă influența sovietelor și ca să păstreze sprijinul populației, guvernul provizoriu a lansat o serie de reforme liberale îndrăznețe și a promovat libertățile civile prin intermediul libertății de exprimare, a presei și a adunărilor. Guvernul provizoriu a înțeles însă că în alte domenii decât cele strategice politic nu avea dreptul să intervină, datorită faptului că puterea sa nu se baza pe alegeri libere. Pentru revolvarea problema legitimității puterii în Rusia, guvernul provizoriu a început procesul de punere a bazelor unei Adunări Constituante, ai cărei membri urmau să fie aleși în mod democratic de către popor. Adunarea constituantă avea să nu ajungă vreodată sub controlul guvernului provizoriu, de vreme ce data alegerilor a fost stabilită după cucerirea puterii de către bolșevici în Revoluția din Octombrie.
După Revoluția din Februarie, Lenin și-a publicat așa-numitele „Teze din aprilie” în care își expunea nemulțumirea față de evenimentele din februarie, pe care le descria ca fiind „revoluție burgheză”. El a lansat sloganul „Toată puterea sovietelor”. Lenin a afirmat că este necesară o „revoluție proletară” și a subliniat că el nu era interesat în cooperarea cu guvernul provizoriu sau cu alți lideri ai sovietelor care erau dispuși să facă compromisuri. Existau lideri de soviete care erau neîncrezători în ideile lui Lenin, considerând că Lenin și bolșevicii erau promotorii anarhismului. Lenin a criticat la rândul lui Sovietul din Petrograd pentru faptul că acceptase să participe la conducerea țării alături de guvernul provizoriu și i-a acuzat conducătorii că au uitat și au abandonat ideile socialiste și revoluția proletară.

## Guvernul provizoriu
Membrii guvernului provizoriu au fost inițial membrii ai fostei Dumei de Stat din timpul domniei lui Nicolae al II-lea. Cei mai mulți erau membrii ai Partidul Constituțional Democratic (cunoscuți cu numele de kadeți), acest partid fiind singurul funcțional în cabinet încă de la formarea lui. Ideile ideologice și politice difereau mult în rândurile membrilor și conducătorilor partidului, dar cele mai multe erau moderate, un amestec de abordări liberale și conservatoare. Kadeți și guvernul provizoriu au inițiat politici noi printre care eliberarea deținuților politici, emiterea unui decret pentru garantarea libertății presei, desființarea poliției secrete Ohrana, abolirea pedepsei cu moartea și asigurarea de drepturi egale pentru minorități. Guvernul provizoriu și kadeții doreau de asemenea ca Rusia să continue participarea la luptele conflagrației mondiale, această alegere având mai degrabă ca scop demoralizarea sovietelor. În ciuda anumitor idei politice, kadeții au devenit mai conservator în ansamblu odată cu ascensiunea partidelor de stânga și a gândirii de stânga, atât din cadrul guvernului provizoriu, cât și din  Sovietul din Petrograd. Guvernul provizoriu și-a dat seama că puterea lui nu era legitimă, întrucât era format din foști membri ai Dumei care nu erau aleși în mod democratic. Miniștrii au înțeles că, pentru a fi văzuți ca un organism guvernamental legitim, ei ar trebui să fie aleși de către popor și au hotărât înființarea Adunării Constituante și au programat alegeri libere pentru sfârșitul anului.
Aleksandr Kerenski, un fost membru al celei de-a patra Dume și președintele Comitetului executiv al Sovietului, viitorul premier al guvernului provizoriu, a fost adus în guvernul provizoriu ca executivul să obțină sprijinul partidelor de stânga și al Sovietului din Petrograd. Kerenski era un socialist moderat, care considera că era necesară cooperarea cu guvernul provizoriu. Istoricul S. A. Smith a explicat că, după numirea Kerenski „s-a născut astfel «dubla putere», un acord instituțional în baza căruia guvernul provizoriu se bucura de autoritate formală, dar în care Comitetul Executiv al Sovietului avea o putere reală.” Guvernul provizoriu s-a temut de creșterea importantă a puterii sovietelor și, datorită acestui fapt, a încercat prin toate metodele să le tempereze. 
Când Kerenski a devenit premier, a încercat să coopereze cu sovietele. Astfel, el a permis înamarea susținătorilor sovietelor în timpul tentativei de lovitură de stat a lui Kornilov. Încercările lui Kerenski de cooperare cu sovietele nu au durat însă pentru multă vreme, deoarece bolșevicii nu credeau în compromisuri și, în cele din urmă, au răsturnat guvernul provizori prin Revoluția din Octombrie.

## Sovietul din Petrograd
Sovietul deputaților muncitorilor și ostașilor din Petrograd a fost portavocea sovietelor deputaților aleși de oamenii de rând, în mod sprecial de către muncitori și soldați. Sovietul din Petrograd putea pretinde că înțelegea mai bine dorința populației, de vreme ce în rândul membrilor săi erau reprezentanți aleși din rândurile clasei muncitoare. Sovietul fusese înființat după succesul Revouluției din Februarie și în rândul membrilor săi erau numeroși revoluționari socialiști. 
Muncitorii și soldații din Rusia și-au pus mari speranțe în sovietele din Petrograd și au ales deputați întru-un ritm susținut  (1.200 de locuri au fost ocupate într-o săptămână). Sovietul de la Petrograd a fost văzut ca un binefăcător, care avea să le asigure „pace, pământ și pâine”.
Comitetul executiv a fost format inițial din Nikolai Ckheidze, Matvei Skobelev și Aleksandr Kerenski. Deși acești oameni erau socialiști, ei erau niște moderați. Pentru ca să oprească răspândirea radicalismului politic, care ar fi dus la crearea unei „mișcări contrarevoluționare” de răspuns, ei au ales să sprijine guvernul provizoriu. Astfel de acțiuni au dus la apariția unei „puteri duble” greu de gestionat.  

## Impactul Zilelor din Iulie
Evenimentele din Zilele din Iulie aveau să consolideze problema puterii duble împărțite între guvernul provizoriu și Sovietul din Petrograd. Între 3 și 7 iulie (date pe stil vechi), a izbucnit o rebeliune bolșevică. Despre aceste evenimente încă se mai discută dacă au fost provocate sau nu cu știrea lui Lenin. În timpul unor demonstrații de stradă violente, considerate ca fiind inițiate de muncitori și militarii cu grade inferioare din garnizoana locală, a fost cerută preluarea puterii de către Sovietul din Petrograd din mâinile guvernului provizoriu. Rebeliunea a fost sprijinită de Organizația Militară Bolșevică și de Comitetul din Petrograd, dar liderii de frunte ai sovietului au avut opinii mult mai rezervate fața de demonstrații.
Kerenksi, premierul guvernului provizoriu, a condus represiunea împotriva participanților la evenimente, care urmăreau răsturanarea cabinetului său. A fost folosită armata pentru arestarea demonstranților violenți, reocuparea clădirilor oficiale cucerite de rebelii bolevici și dizolvarea unităților militare care au participat la tentativa de răsturnare a guvernului. Guvernul provizoriu a încercat de asemenea să îi submineze pe Lenin și partidul pe care îl conducea prin darea în vileag a legăturilor acestora cu Germania, inamicul Rusiei din timpul primei conflagrații mondiale. Toate aceste combinații de acțiuni au înăbușit revolta bolșevicilor și au diminuat sprijinul de care se bucurau aceștia până în luna august 1917. 
Reinstaurarea pedepsei cu moartea pentru soldați și mutarea de către Kerenski a sediului guvernului în Palatul de Iarnă au fost unele dintre acțiunile care au dus la acuzații la adresa guvernului provizoriu de activitate contrarevoluționară și reîntoarcere la guvernarea autocrată. A devenit vizibilă o nouă ruptură între clase (proletariat și burghezie) nu doar în guvern, ci și în viața de zi cu zi a rușilor. Acest fapt a dus la o creștere a tensiunii dintre tabere și a făcut ca să fie tot mai dificil ca diversele grupuri să colaboreze. În vreme ce Sovietul din Petrograd reprezenta proletarialul, membrii guvernului provizoriu erau deputați ai fostei Dume de Stat, fiind considerați reprezentanți ai vechii guvernări țariste. Această împărțire era vizibilă și în rândul armatei, între soldați și ofițeri.  Cum guvernul dorea să continue participarea la război, soldații au început să revolte și să nu mai se supună ordinelor superiorilor. Soldații au sprijinit sovietele în speranța că acestea aveau să oprească implicarea Rusiei în război. 

## Preluarea puterii de către bolșevici
Deși Partidul Bolșevic fusese în mare parte dezorganizat după evenimentele din iulie, Lenin încă mai credea că tovarășii săi erau capabili să cucerească puterea datorită lipsei de stabilitate generată de dubla putere. În aprilie, Lenin a scris că nu venise încă timpul pentru revoluție, de vreme ce Sovietul din Petrograd era încă implicat în colaborarea cu guvernul provizoriu, dar și că „nu cunoaștem încă un tip de guvernare superior și mai bun decât sovietele.” Evenimentele din iulie, caracterizate de exempluj ca „cea mai mare gafă a lui Lenin”, chiar dacă nu au fost în intenția lui, i-au împiedicat pe bolșevici să preia controlul asupra Sovietului din Petrograd și a guvernului. 
Cu toate aceste, după Afacerea Kornilov din august 1917, bolșevicii au recăpătat puterea în partidul lor și au recâștigat încrederea maselor. Când soldații comandați de Kornilov s-au îndreptat spre Petrograd (redenumit în zile noastre Sankt Petersburg), Kerenski a eliberat un mare număr de lideri bolșevici arestați în iulie și i-a înarmat pe bolșevici pentru apărarea guvernului provizoriu. Înarmarea și chemarea la luptă a celor care fuseseră cu puțin timp înainte pedepsiți au fost văzute de bolșevici ca un semn clar că își recăpătaseră înfluența asupra guvernului și în societatea rusă. Populația rusă și-a pierdut încrederea în guvernul provizoriu datorită modului în care încercase să rezolve tentativa de lovitură de stat a lui Kornilor, mulți dintre ei îndreptându-și simpatiile politice către bolșevici, aceștia din urmă câștigând alegerile locale din Petrograd, în special în sectoarele locuite în mod preponderent de muncitori. Acest eveniment, la care s-au adăugat criza de alimente, șomajul de masă și continuarea participării Rusiei la război au dus la scăderea încrederii în guvernul provizoriu și au lucrat în favoarea  bolșevicilor, care promiseseră „pace, pâine, pământ”.
Când bolșevicii au răsturnat guvernul provizoriu în timpul Revoluția din Octombrie, acțiunea lor a întâmpinat o rezistență redusă. Guvernul provizoriu și-a dat seama că puterea îi era limitată în momentul preluării de către bolșevici, care își sprijineau activitatea pe mai mulți membri de partid și câștigau noi susținători. Când au acționat efectiv pentru preluara puterii în zilele de 25 și 26 octombrie (pe stil vechi), ei au preluat controlul asupra mijloacelor de transport și comunicații precum drumurile, podurile, căile ferate și oficiile poștale. Lenin s-a dus mai apoi la al doilea Congres al Sovietelor Deputaților Muncitorilor și Ostașilor pentru ca să anunțe răsturnarea guvernului provizoriu și preluarea autorității de stat de către partidul bolșevic.  Palatul de Iarnă (care fusese până atunci sediul guvernului provizoriu) a fost cucerit după o luptă simbolică, fără victime, în dimineața zilei de 26 octombrie, iar Congresul Sovietelor nu a făcut decât să aprobe decretul lui Lenin. Odată cu acest eveniment s-a încheiat perioada de existență a „puterii duble” a guvernului provizoriu și Sovietului din Petrograd. 

## Folosirea termenului de către socialiștii libertarieni
Socialiștii libertarieni și-au însușit termenul pentru a face referire la strategia nonviolentă de realizare a unei economii și a unei politici socialiste libertariene prin instituirea și crearea treptată de rețele ale instituțiilor de democrație participativă directă, pentru a contesta structurile de putere existente ale statului și capitalismului. Acest lucru nu înseamnă neapărat ruperea legăturilor cu instituțiile existente. De exemplu, Yates McKee descrie o abordare a dublei puteri drept „făurirea alianțelor și susținerea cererilor pentru instituțiile existente” –  funcționari aleși, agenții publice, universități, locuri de muncă, bănci, corporații, muzee – dezvoltând în același timp contra-instituții autoorganizate.” În acest context, strategia în sine este denumită uneori și „contraputere” pentru a o diferenția de originile termenului leninist.
Startegiile folosite de socialiștii libertarieni pentru construirea puterii duble includ:
- Mutualism – edificarea unei economii alternative prin intermediul cooperative de producție, de credit și achiziții locale.
- Libertarianism municipal – edificare unor adunări populare, care să aducă deciziile la nivelul comunitătilor locale.
- Sindicalism – organizarea sindicate revoluționare care să lupte cu conducătorii locurilor de muncă pentru drepturile membrilor lor.

## Vedeți și:
- Anarho-sindicalism
- Diarhie
- Marxism-leninism
- Revoluția Iasomiei